# Homoschema lineatum
Homoschema lineatum is een keversoort uit de familie bladkevers (Chrysomelidae). De wetenschappelijke naam van de soort werd in 2001 gepubliceerd door Blanco & Duckett.